# Hamlet (Nueva York)
Hamlet es un área no incorporada (o conocidas como aldea) ubicada en el condado de Chautauqua en el estado estadounidense de Nueva York. Hamlet se encuentra ubicada dentro del pueblo de Villenova.

## Geografía
Hamlet se encuentra ubicada en las coordenadas 42°22′11″N 79°08′06″O / 42.36972, -79.13500.